# 이기설
이기설(李基卨, 1556년 ∼ 1622년)은 조선의 문신으로 자는 공조, 호는 연봉, 본관은 연안이다.
선조 때 부모에 대한 효성이 널리 알려져 참봉에 발탁되었다. 1592년 한성부 판관이 되었고, 이 해 임진왜란이 일어나자 호조 정랑으로 군량미 조달에 힘썼다.
난이 끝나자 병을 사유로 벼슬을 내놓고 고향에서 지내다가 영의정 이산해의 추천으로 상원 군수를 거쳐 연안 부사를 지냈다. 그 후 광해군이 즉위하자 부호군·예빈시정 등을 지냈다.
1613년 영창 대군이 서인으로 쫓겨나고 폐모론이 일어나자 벼슬을 내놓고 고향에 내려가서 학문에 전념하였다. 그는 특히 천문·지리·율학·병술 등 여러 방면에 정통하였다.
죽은 후 이조 참판에 추증되었으며, 저서로 <연봉집>이 있다.

## 참고 자료
- 이 문서에는 다음커뮤니케이션(현 카카오)에서 GFDL 또는 CC-SA 라이선스로 배포한 글로벌 세계대백과사전의 내용을 기초로 작성된 글이 포함되어 있습니다.